# Wikipédia en kikongo
Wikipédia en kikongo (en kikongo : Wikipedia kikôngo) est l'édition de Wikipédia en kikongo, langue bantoue parlée en république démocratique du Congo, en Angola, en  république du Congo et au Gabon. L'édition est lancée officiellement en août 2004 et dans les faits en mars 2006. Son code est : kg.
Au 21 mars 2025, l'édition en kikongo contient 1 533 articles et compte 11 924 contributeurs, dont 22 contributeurs actifs et 1 administrateur.

## Présentation
La question se pose de la présence du kituba (ou kikongo ya leta) sur cette édition en kikongo, puisque sur la page d'accueil on trouve la mention suivante : « Mikânda yayi kele samu na Wikipedia ya Kikôngo-kituba » (en français : « Ces pages sont destinées à Wikipédia Kongo-Kituba »).

Aire de diffusion du kikongo au sein des langues bantoues..
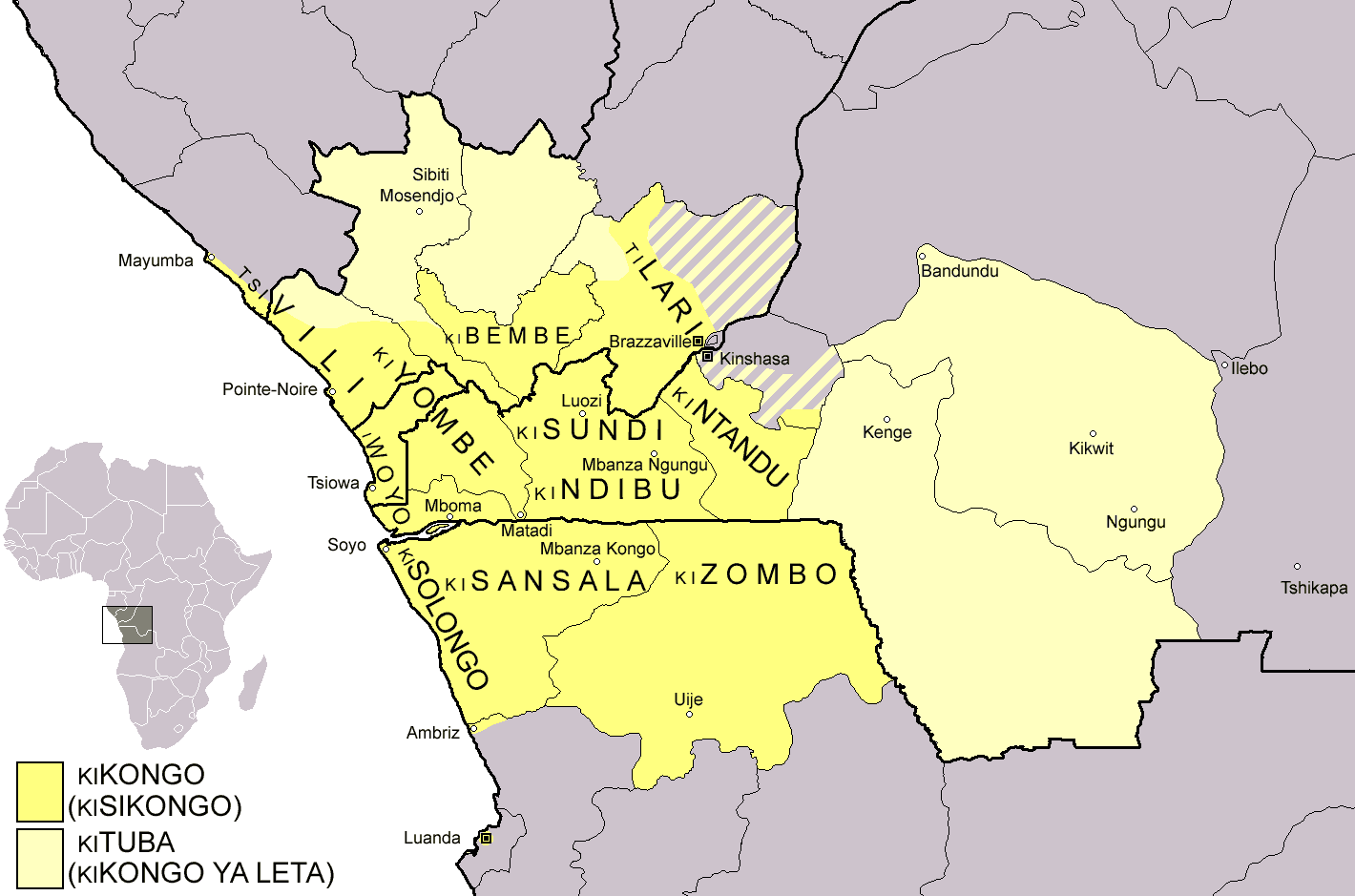
Aire de diffusion du kikongo et du kituba

## Statistiques
- Le 13 mars 2015, l'édition en kituba compte 891 articles et 4 491 utilisateurs enregistrés[3], ce qui en fait la 237e[4] édition linguistique de Wikipédia par le nombre d'articles et la 239e[5] par le nombre d'utilisateurs enregistrés, parmi les 287 éditions linguistiques actives.
- Le 10 octobre 2022, elle contient 1 257 articles et compte 10 084 contributeurs, dont 15 contributeurs actifs et 1 administrateur.
- Le 19 septembre 2024, elle contien 1 353 articles et compte 11 527 contributeurs, dont 26 contributeurs actifs et 1 administrateur.